# Neolaganum
Neolaganum is een geslacht van uitgestorven zee-egels uit de familie Laganidae. Vertegenwoordigers van dit geslacht zijn slechts als fossiel bekend.

## Soorten
- Neolaganum durhami Cooke, 1959 †